# Даница Павловић-Барили
Даница Павловић-Барили (Пожаревац, 5. мај 1883 — Парма, 12. новембар 1965) била је мајка сликарке Милене Павловић Барили и супруга италијанског писца, композитора и музиколога Бруна Барилија. Већина изучавалаца живота и дела Милене Павловић Барили слаже се да је Даница имала пресудан утицај на њен животни пут. Даница је такође заслужна за оснивање и постојање Галерије Милене Павловић-Барили у Пожаревцу.

## Биографија
Даница Павловић рођена је 1883. године као шесто, најмлађе и једино женско дете у породици Стојана и Босиљке Павловић. Даничин отац, Стојан Павловић био је председник пожаревачке општине, народни посланик Радикалне странке, трговац дуваном и рентијер. Мајка Босиљка Павловић (рођена Павловић) била је унука Саве Карађорђевић, удате Ристић, најстарије Карађорђеве ћерке. Више деценија била је председница Кола српских сестара у Пожаревцу.
Даница је стекла одлично образовање. Од 1893. провела је четири године у интернату у Темишвару, где је, под надзором православних монахиња, учила језике (француски, немачки и италијански), музику, певање и лепо владање. По повратку из интерната Даница са браћом, а касније и сама, обилази Европу, упознаје виђеније Србе и одлучује да настави школовање. Студирала је музику, клавир и певање на конзерваторијуму у Минхену, где је, у новембру 1905. године, упознала свог будућег супруга, такође студента музике, Италијана Бруна Барилија.
Даница Павловић и Бруно Барили венчали су се 8. јануара 1909. године у православној цркви у Пожаревцу. Из Пожаревца је млади пар отпутовао у Београд, одатле у Венецију, а затим у Парму код породице Барили. Крајем те исте године, 5. новембра, у Пожаревцу се родила њихова ћерка Милена. Мајка Даница одлази са њом у Рим већ после шест недеља, да би се обе након осам месеци вратиле у Пожаревац. Супружници су живели раздвојено, Даница са Миленом у Пожаревцу, а Бруно у Риму. Даница је у почетку често путовала у Рим, а касније ретко. Развели су се 1923. године, али никада нису прекинули контакт. Даница се није поново удавала, нити се Бруно поново женио.
Даљи свој живот Даница је у потпуности посветила ћерки Милени, а после њене смрти чувању њеног дела и успомене на Милену Павловић-Барили. У једном кратком периоду између 1922. и 1925. године, док је Милена била на школовању у уметничкој школи у Београду, Даница је примљена у службу на двору краља Александра Карађорђевића, прво као чиновник у Канцеларији краљевских ордена, затим као надзорница у Двору, где је између осталог имала и задужење да младу краљицу Марију, краљеву супругу, подучава српском језику.
Даница је до пред крај живота живела у Пожаревцу. Пред смрт је желела да по сваку цену дође у постојбину свога мужа. Ову своју жељу је остварила и већ тешко болесна отпутовала је у Парму, где је скоро све време провела у болници, где је и умрла 12. новембра 1965. године. Барилијева родбина испунила је њену последњу жељу. Даница је сахрањена на на некатоличком гробљу Testaccio у Риму, у гробницу у коју је 1949. године пренета урна са посмртним остацима њене ћерке, а 1952. године сахрањен и Бруно Барили.

### Однос са Бруном
Однос супружника Барили био је веома замршен, што је имало великог утицаја на живот њихове ћерке. Њихове потпуно различите природе, Даницина готово опсесивна посвећеност детету и Брунов авантуристички дух, довеле су до тога да су готово од самог почетка, вероватно и пре Милениног рођења, они живели раздвојени, али судбински дубоко повезани. Остали су у контакту и после Миленине смрти. О томе сведоче Даничини мемоари и преписка која је трајала до краја Бруновог живота.

### Однос са Миленом
Иако је завршила студије музике на чувеним европским конзерваторијумима, Даница се никада касније у животу није активно бавила музиком. После Миланиног рођења цео свој живот и сву своју енергију посветила одгајању, школовању, усавршавању и лечењу своје ћерке, а након Миленине преране смрти чувању успомене на њу. Била је тип жене за коју је однос са дететом важнији од односа са мушкарцем, спремна да за своје потомство поднесе изузетне жртве, али и касније када деца одрасту, утиче на њихове животе, животне одлуке и односе с другим људима. Преузела је одлучујућу улогу у Миленином васпитању и одгајању и скоро сигурно касније представљала доминантну личност у њеном животу. Оливера Јанковић, ауторка једне од многих биографија Милене Павловић-Барили, Даницу пореди са великим мајкама из митологије, Деметром или Лето.

## Задужбина
Даница Павловић-Барили заслужна је и за слику коју данас имамо о њеној ћерки, сликарки Милени Павловић-Барили. После Миленине смрти Даница је цео свој живот посветила прикупљању и чувању њене заоставштине. Милена је до половине 20. века била готово непозната нашој јавности, све док Даница није поклонила неколико њених слика за будући Музеј савремене уметности у Београду, а које је одабрао наш чувени ликовни критичар, теоретичар и историчар уметности Миодраг Б. Протић.
Истовремено Даница прикупља Миленину заоставштину по свету и одлучује да имовину коју је наследила од својих родитеља и уметнички фонд своје преминуле кћери дарује српском народу и да се ова заоставштина сачува као целина. На основу тестаментног завештања сачињеног у форми Уговора о поклону, склопљеног између дародавца Данице Павловић-Барили и поклонопримца, СО Пожаревац, 20. новембра 1961. године основана је Фондација Миленин дом - задужбина Данице Павловић Барили 1883-1965 и Милене Павловић Барили 1909-1945 са седиштем у Пожаревцу. Галерија Милена Павловић Барили је за јавност свечано отворена 24. јуна 1962. године под кровом преуређене старе породичне куће Павловића. Том приликом Даница Павловић је открила меморијалну плочу са урезаном посветом: „Миленин дом - њеном таленту, вредноћи и младости - мама”.
- Миленина родна кућа са окућницом, данас Галерија
- Намештај из Милениног родног дома
- Миленине играчке и одећа из детињства
- Миленини лични предмети
- Миленин сликарски прибор
- Изложбени простор са Милениним радовима